# Dawid Bornstein (fabrykant)
Dawid Bornstein (ur. 10 maja 1860 w Przedborzu, zm. w 19 listopada 1933 w Tomaszowie Mazowieckim) – fabrykant sukna, jeden z czterech największych fabrykantów Tomaszowa, radny miasta. Często mylony z żyjącym w podobnym okresie rabinem Tomaszowa Dawidem Bornsteinem.

## Nowoczesny przemysł lekki

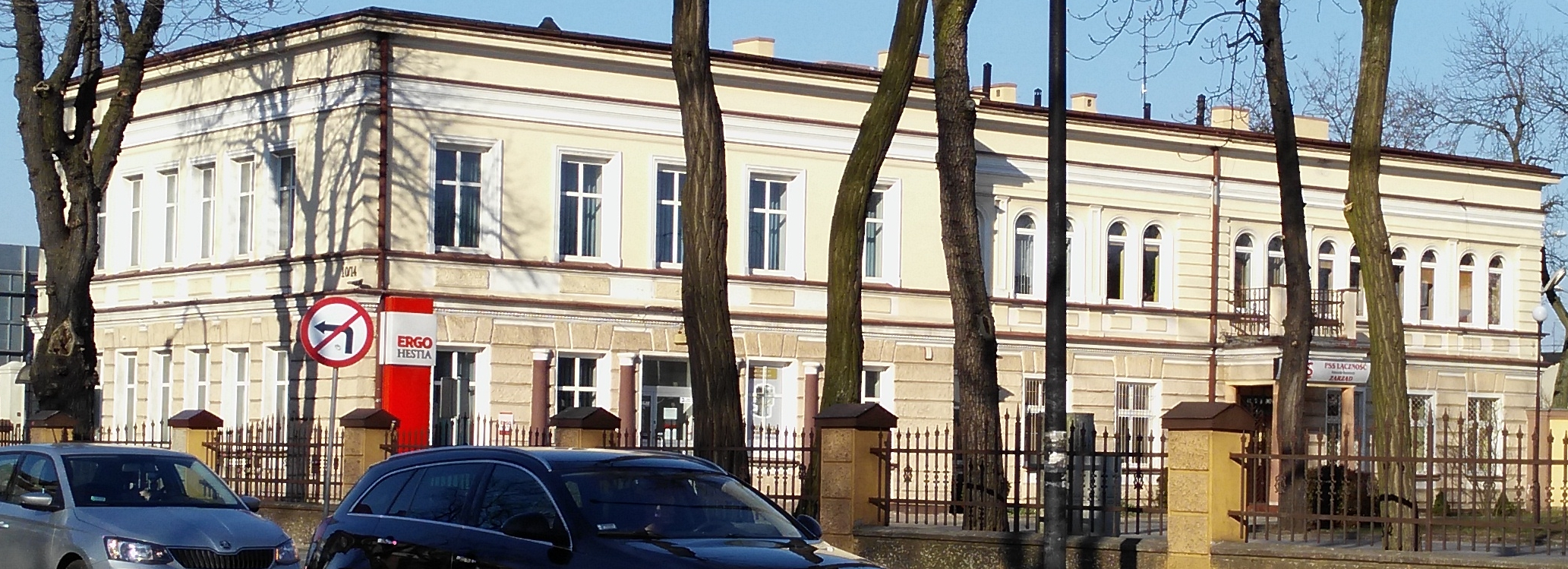
Willa Davida Bornsteina, jednego z czterech największych fabrykantów Tomaszowa

W 1879 roku w Tomaszowie Mazowieckim, nad rzeką Wolbórką (lewym dopływem Pilicy) Dawid Bornstein założył mechaniczną tkalnię sukna. Dzięki zastosowaniu najnowocześniejszych maszyn sprowadzanych z Belgii i Francji szybko stał się znaczącym fabrykantem tomaszowskim. Od 1892 roku po karach finansowych za łamanie praw pracowniczych stworzył Bornstein posadę lekarza fabrycznego i zatrudnił znanego później łódzkiego lekarza, współtwórcę polskiej bakteriologii dra Seweryna Leopolda Sterlinga. W roku 1906 zbudował przy ul. Warszawskiej 6/14 do dziś istniejącą rozległą willę fabrykancką. W roku 1913 fabryka sukna Dawida Bornsteina zatrudniała 300 robotników pracujących na 72 krosnach. Produkowano tkaniny wełniane o wartości 700 tys. rubli.

## I wojna światowa i schyłek fabryki
W okresie I wojny światowej fabryka została zdewastowana na skutek rekwizycji surowców i gotowych towarów, jak i wywozu i niszczenia maszyn przędzalniczych. W kwietniu 1917 roku Dawid Bornstein został wybrany członkiem Rady Miejskiej i pełnił tę funkcję do 1919 roku.
Po zakończeniu I wojny światowej przystąpił Bornstein do ponownego uruchomienia fabryki, co wiązało się z zakupem maszyn i odbudową hal. Fabrykę na powrót uruchomiono dopiero w roku 1920. W 1922 roku fabrykę przekształcono w spółkę akcyjną. Nosiła ona od tej pory nazwę „Tomaszowskiej Fabryki Sukna D. Bornstein”. Dawid Bornstein pozostał dyrektorem zarządzającym nowo utworzonej spółki. W latach 1927–1929 produkcja osiągnęła 30% wielkości z 1914 roku. Podczas kryzysu lat trzydziestych fabryka została całkowicie unieruchomiona
Zmarł 19 listopada 1933 roku w Tomaszowie Mazowieckim. Został pochowany na miejscowym cmentarzu żydowskim.